# Gudrodo, o Caçador
Gudrodo (em latim: Gudrodus ou Guthrodus; em nórdico antigo: Goðrøðr ou Guðröðr; em norueguês: Gudrød), também conhecido como Gudrodo, o Rei Caçador (em latim: Gudrodus ou Guthrodus Regem Venatorem; em nórdico antigo: Guðröðr veiðikonungr; em norueguês: Gudrød Veidekonge) ou como Gudrodo, o Magnífico (em nórdico antigo: Guðröðr enn gǫfugláti; em norueguês: Gudrød den gjeve) e Gudrodo, o Generoso (em nórdico antigo: Guðröðr mikilláti), foi um régulo lendário da Noruega do início do século IX. Era filho de Haldano, o Amável, a quem sucedeu. Casou-se com Alfilda, com quem teve Olavo, e após a morte dela, tentou se casar com Asa, filha de Haroldo Barba Ruiva de Agder. O rei se recusou, e Gudrodo respondeu invadindo o país, matando o rei e seu filho e levando grande butim e Asa, com quem se casou e teve Haldano. Quando Haldano completou um ano, o rei fez banquete celebratório, no qual foi morto perfurado pela lança do pajem da rainha, que confessou ter planejado sua morte.

## Vida
Gudrodo era filho de Haldano, o Amável e pertencia à Casa dos Inglingos. No Livro dos Islandeses, é registrado na genealogia de sua família ao fim da obra ([...] XXV. Hálfdan Perna Branca, rei dos uplândios. XXVI. Goðrøðr. XXVII. [...]). A História da Noruega fala de comentar sobre sua genealogia e indica que foi morto perfurado pela lança de um escudeiro subornado por sua esposa. Também fala que era pai de Haldano, o Negro, que o sucedeu no trono:
| “ | [...] Hic genuit Guthrodum Regem Venatorem, qui a sua propria uxore seductus est: ipsa enim quendam tironum precio corrupit, qui regis latus lancia perforauit. Huius filius Halfdanus cognomento Niger regnum post patrem item in montanis optinuit [...] | ” |

Segundo a Saga dos Inglingos, era filho de Haldano e governou depois dele. Se casou com Alfilda, filha de Alfar de Alfeimo que trouxe como dote metade de Vingulmarca. O filho deles se chamou Olavo. Quando Alfilda morreu, Gudrodo enviou emissários ao rei de Agder, Haroldo Barba Ruiva, para pedir a mão de sua filha Asa, mas Haroldo não consentiu. Os mensageiros retornaram com a mensagem e Gudrodo reuniu seus navios para atacar Agder. Se aproximou indetectado, atracou com seu exército e à noite foi à propriedade de Haroldo. Ciente da ameaça, Haroldo reuniu seus homens e lutou com grandes dificuldades, mas pereceu junto de seu filho Girdo. Gudrodo capturou grande butim e levou Asa, com quem se casou. Eles tiverem um filho chamado Haldano. Quando completou um ano de idade, Gudrodo ancorou seu navio no estreito de Estiflu e realizou grande banquete. Muito embriagado, à noite no escuro, saiu do navio e ao se aproximar do píer, foi atacado por um homem que lhe atravessou uma lança. O homem foi morto imediatamente e de manhã, quando clareou, reconheceu que era o pajem da rainha Asa, que não escondeu que o atentado foi feito por sua instigação. Segundo Tiodolfo de Hvinir:
| “ | Foi Gudrodo, de grande coração, outrora derrubado, pelo plano mais sujo: profundas astúcias da mulher perversa [que] liderou vingativamente [o plano] contra [o] suserano bêbado. Com facilidade o mau de Asa garoto de recados terminou a vida do senhor; e o príncipe, perfurado no coração, tropeçando caiu no estreito de Estiflu. | ” |